# Maxime Prévot
Maxime Prévot (ur. 9 kwietnia 1978 w Mons) – belgijski i waloński polityk oraz samorządowiec, parlamentarzysta, burmistrz Namuru, wicepremier i minister w rządzie Regionu Walońskiego, przewodniczący Les Engagés, od 2025 wicepremier i minister na szczeblu federalnym.

## Życiorys
Absolwent nauk politycznych, studiował na Université de Namur oraz na Université catholique de Louvain. Uzyskał również dyplom w zakresie prawa i zarządzania nowymi technologiami informacyjnymi i komunikacyjnymi. Przez kilka lat pracował w przedsiębiorstwie konsultingowym PricewaterhouseCoopers.
Podjął działalność polityczną w ramach Jeunes PSC, młodzieżówki Partii Chrześcijańsko-Społecznej, przekształconej w 2002 w Centrum Demokratyczno-Humanistyczne. W latach 2004–2006 był dyrektorem do spraw politycznych przy przewodniczącej partii Joëlle Milquet. W 2005 po raz pierwszy został radnym Namuru, rok później wszedł w skład rady prowincji. Również w 2006 powołany w skład zarządu miasta jako échevin do spraw społecznych, mieszkalnictwa i sportu. W latach 2007–2009 sprawował mandat posła do Izby Reprezentantów. W 2009 i 2014 wybierany do Parlamentu Walońskiego, od czerwca do lipca 2014 był przewodniczącym tego gremium. Przewodniczył ponadto w tej instytucji frakcji poselskiej cdH, został również wiceprzewodniczącym swojego ugrupowania. Zasiadł też w parlamencie wspólnoty francuskiej.
W 2012 Maxime Prévot został wybrany na burmistrza Namuru. W 2014 zawiesił wykonywanie tej funkcji w związku z objęciem stanowiska wicepremiera oraz ministra w gabinecie regionalnym Walonii. Powierzono mu odpowiedzialność m.in. za roboty publiczne, zdrowie i sprawy społeczne. Z rządu Regionu Walońskiego odszedł w 2017, powracając do wykonywania obowiązków burmistrza. Utrzymywał to stanowisko po wyborach lokalnych w 2018 i 2024 (sprawował tę funkcję do czasu wejścia w skład rządu federalnego w 2025).
W styczniu 2019 objął funkcję przewodniczącego swojej partii. W tym samym roku ponownie został wybrany do niższej izby federalnego parlamentu, która pod jego przywództwem w marcu 2022 przyjęła nową nazwę. Z powodzeniem ubiegał się o poselską reelekcję w 2024.
W lutym 2025 wszedł w skład nowego rządu federalnego, na czele którego stanął Bart De Wever; powierzono mu w nim funkcje wicepremiera oraz ministra spraw zagranicznych, europejskich i współpracy rozwojowej. W związku z tą nominacją w tym samym miesiącu ustąpił z funkcji przewodniczącego partii.

## Odznaczenia
- Komandor Orderu Leopolda (2020)[11]